# Anatoli Wikentjewitsch Korolkewitsch
Anatoli Wikentjewitsch Korolkewitsch (russisch Анатолий Викентьевич Королькевич; * 16. Januar 1901 in Tjumen, Russisches Kaiserreich; † 11. April 1977 in Leningrad) war ein sowjetischer Theater- und Film-Schauspieler.

## Erste Jahre
Anatoli Korolkewitsch war der Sohn eines Buchhalters († 1919), der bis 1908 bei einer Reederei beschäftigt war, anschließend beruflich nach Omsk und letztlich als Hauptbuchhalter in ein Mühlenunternehmen in Nowo-Nikolajewsk wechselte.
Korolkewitsch besuchte von 1910 bis 1918 die Realschule. In den Jahren 1915 und 1917 nahm er als Mitglied des 415. Bachmuter Regiments und des 23. sibirischen Regiments am Ersten Weltkrieg teil. Korolkewitsch wurde verwundet und anschließend in ein Hospital in Kiew gebracht, ehe er zur weiteren Rekonvaleszenz nach Nowo-Nikolajewsk zurückkehrte. Dort schloss er sich 1918 der Roten Armee an, um gegen die Truppen Grigori Semjonows zu kämpfen. Korolkewitsch geriet dabei in Gefangenschaft und wurde in ein Konzentrationslager verbracht, aus dem er jedoch fliehen konnte. Mit weiteren Kameraden erreichte er Wladiwostok, wurde dort jedoch von Weißarmisten zwangsrekrutiert, woraufhin ihm aber erneut die Flucht gelang.
Auf Anraten einiger Matrosen besuchte Korolkewitsch daraufhin die Wladiwostoker Schule für Radiotelegraphie, um weitere Fronteinsätze zu vermeiden. Hier wagte er auch seine ersten kreativen Versuche. Da die Absolventen der Schule in die Armee eintreten mussten, fiel er jedoch absichtlich durch die Abschlussprüfung, wechselte danach an eine Schule für Ausguckposten und erhielt eine Stelle am Pazifik. Nach der Niederlage Koltschaks kehrte Korolkewitsch nach Wladiwostok zurück und arbeitete zunächst weiterhin als Signalmann.

## Schauspiellaufbahn
1921 wechselte Korolkewitsch in den Maritimen Klub, wo er zeitweise für die Schauspielgruppe verantwortlich war und später zum Klubleiter aufstieg. Während seiner gesamten Zeit war er dort auch selbst als Darsteller aktiv. 1923 wurde Korolkewitsch im Auftrag der politischen Abteilung der Seestreitkräfte des Fernen Ostens in das politische Sekretariat der Amur-Flottille in Chabarowsk versetzt, um die Klubarbeit neu zu organisieren. Dort leitete er ein Jahr lang die Schauspielgruppe. 1924 verließ er die Armee und wurde zunächst Darsteller am Chabarowsker Dramatheater. Danach trat Korolkewitsch in die Wladiwostoker Theaterschule ein und war bereits nach einem Studienjahr in Theatern in Chabarowsk, Wladiwostok, Tschita, Blagoweschtschensk und Moskau zu sehen. 1929 zog er schließlich nach Leningrad und trat dem Theater für Musikkomödie bei. Hier konnte der junge Schauspieler sein Vorliebe für humoristische Rollen ausleben. Korolkewitsch blieb diesem Haus bis 1960 verbunden, obwohl er sich mehrfach Feindseligkeit seitens der Leitung ausgesetzt sah. Zu den bekanntesten Bühneninszenierungen unter seiner Beteiligung zählen Endlos breitet sich das Meer von Wsewolod Wischnewski sowie die Operetten Девичий переполох (Dewitschi perepoloch) und Трембита (Trembita) von Juri Sergejewitsch Miljutin, Die lustige Witwe von Franz Lehár, Freier Wind von Isaak Dunajewski und Мистер Икс (Mister X) nach Emmerich Kálmáns Die Zirkusprinzessin. Den Baron in diesem Stück gab Korolkewitsch auch in einer Filmversion im Jahr 1958. Große Popularität erwarb Korolkewitsch während des Deutsch-Sowjetischen Krieges durch Auftritte im belagerten Leningrad. Zu seinen regelmäßigen Bühnenpartnerinnen gehörte Glikerija Wassiljewna Bogdanowa-Tschesnokowa, die ihm zeitlebens eine enge Freundin blieb. Korolkewitsch schrieb auch selbst Stücke und ist ferner Verfasser des Buches А музы не молчали... (A musy ne moltschali...).
Sein Filmdebüt gab Korolkewitsch 1933 in Первая любовь (Perwaja ljubow). Er war in über 40 Filmen zu sehen, darunter auch in drei Fernsehproduktionen, u. a. 12 стульев (12 stulew, 1966), eine Adaption des Romans Zwölf Stühle. Korolkewitsch blieb zwar stets Nebendarsteller, arbeitete aber mit vielen bekannten Persönlichkeiten des sowjetischen Films zusammen, darunter dem Regisseur Alexander Fainzimmer in Морской батальон (Morskoi batalon, 1944), Tatjana Peltzer in Zarewitsch Proscha (1974) und Oleg Dal in Ein uraltes Märchen (1968) und, kurz vor seinem Tod, in Wie der dumme Iwanuschka das Wunder suchte (1977). Mehrfach trat er unter der Regie von Nadeschda Koschewerowa auf, neben den beiden letztgenannten Filmen u. a. auch in Тени (Teni, 1953), Die Tigerbändigerin (1955) und Каин XVIII (Kain XVIII, 1963) nach Der nackte König von Jewgeni Schwarz. Neben seiner Film- und Fernsehtätigkeit arbeitete er auch fürs Radio.
Korolkewitsch war mit einer mehrere Jahre jüngeren Frau verheiratet, die Ehe verlief jedoch problematisch. Er starb 76-jährig in Leningrad und wurde auf dem Wolkowo-Friedhof beigesetzt.

## Ehrungen
Korolkewitsch erhielt bereits 1943 die Medaille „Für die Verteidigung Leningrads“, 1945 folgte der Orden des Roten Sterns. Am 22. Juni 1957 wurde er zum Verdienten Künstler der RSFSR ernannt.

## Filmografie (Auswahl)
- 1940: Eine musikalische Geschichte (Musykalnaja istorija)
- 1941: Anton Iwanowitsch ärgert sich (Anton Iwanowitsch serditsja)
- 1947: Aschenbrödel (Soluschka)
- 1949: Das erste SOS (Alexandr Popow)
- 1954: Der Ersatzspieler (Sapasnoi igrok)
- 1955: Die Tigerbändigerin (Ukrotitelniza tigrow)
- 1957: Der Zauberer aus der Flasche (Starik Chottabytsch)
- 1957: Don Quichotte
- 1958: In den Tagen des Oktober (W dni oktjabrja)
- 1968: Ein uraltes Märchen (Staraja, staraja skaska)
- 1974: Blockade (Blokada)
- 1974: Zarewitsch Proscha
- 1977: Wie der dumme Iwanuschka das Wunder suchte (Kak Iwanuschka-duratschok sa tschudom chodil)